# Post-Mersh Vol. 3
Post-Mersh Vol. 3 – dziewiąty album zespołu Minutemen wydany w 1987 przez wytwórnię SST Records. Zawartość płyty stanowią minialbumy wydane wcześniej: Paranoid Time, Joy, Bean-Spill i Tour-Spiel oraz album The Politics of Time. Nagrania pochodzą z lat 1980-1985.

## Lista utworów
1. "Validation" (M. Tamburovich, M. Watt) – 0:41
2. "The Maze" (D. Boon) – 0:40
3. "Definitions" (M. Watt) – 1:13
4. "Sickles and Hammers" (D. Boon, M. Watt) – 0:48
5. "Fascist" (D. Boon) – 0:58
6. "Joe McCarthy's Ghost" (M. Watt) – 1:01
7. "Paranoid Chant" (M. Watt) – 1:20
8. "Joy" (G. Hurley, M. Watt) – 0:56
9. "Black Sheep" (G. Hurley, M. Watt) – 1:12
10. "More Joy" (D. Boon, D. Cadena, M. Watt) – 1:10
11. "Split Red" (J. Boon, M. Watt) – 0:57
12. "If Reagan Played Disco" (M. Watt) – 1:21
13. "Case Closed" (M. Watt) – 1:31
14. "Afternoons" (M. Tamburovich, M. Watt) – 1:30
15. "Futurism Restated" (J. Boon, M. Watt) – 0:58
16. "Base King" (D. Boon, M. Watt) – 1:12
17. "Working Men are Pissed" (M. Watt) – 1:17
18. "I Shook Hands" (M. Watt) – 0:58
19. "Below the Belt" (G. Hurley, M. Watt) – 0:56
20. "Shit You Hear at Parties" (D. Boon, M. Watt) – 1:06
21. "The Big Lounge Scene" (M. Watt) – 1:23
22. "Maternal Rite" (D. Boon) – 1:13
23. "Tune for Wind God" (J. Baiza, D. Boon, G. Hurley, M. Watt) – 3:05
24. "Party With Me Punker" (M. Watt) – 0:54
25. "The Process" (D. Boon, M. Watt) – 1:17
26. "Joy Jam" (Spot, D. Boon, G. Hurley, M. Watt) – 4:46
27. "Tony Gets Wasted in Pedro" (R. Lazaroff, M. Watt) – 2:10
28. "Swing to the Right" (M. Watt) – 0:41
29. "¡Raza Si!" (M. Watt) – 0:58
30. "Times" (M. Watt) – 0:45
31. "Badges" (M. Watt) – 0:35
32. "Fodder" (D. Boon, M. Watt) – 0:42
33. "Futurism Restated" (Joe Boon, M. Watt) – 1:30
34. "Hollering" (M. Watt) – 0:58
35. "Suburban Dialectic" (M. Watt) – 0:42
36. "Contained" (G. Hurley, M. Watt) – 0:57
37. "On Trial" (M. Watt) – 0:39
38. "Spraycan Wars" (M. Watt) – 0:55
39. "My Part" (D. Boon) – 1:35
40. "Fanatics" (M. Watt) – 0:32
41. "Ack Ack Ack" (J. Talley-Jones, K. Johansen) – 0:41
42. "The Big Blast for Youth" (M. Tamburovich, D. Vandenberg, D. Boon, G. Hurley, M. Watt) – 1:20
43. "Ain't Talkin' 'Bout Love" (E. Van Halen, A. Van Halen, D. Lee Roth, M. Anthony) – 0:41
44. "The Red and the Black" (E. Bloom, A. Bouchard, S. Pearlman) – 3:32
45. "Green River" (J. Fogerty) – 1:52
46. "Lost" (C. Kirkwood) – 2:29

- utwory 1-7: minialbum Paranoid Time
- utwory 8-10: minialbum Joy
- utwory 11-15: minialbum Bean-Spill
- utwory 16-42: album The Politics of Time
- utwory 43-46: minialbum Tour-Spiel

## Skład
- D. Boon – gitara, śpiew
- Mike Watt – gitara basowa, śpiew
- George Hurley – perkusja, wokal wspierający
- Greg Hurley – wokal wspierający w "Joe McCarthy's Ghost" i "Paranoid Chant"
- Joe Baiza – gitara w "Tune For Wind God"
- Spot – klarnet w "Joy Jam"
- Martin Tamburovich – śpiew w "Tony Gets Wasted In Pedro", saksofon w "The Big Blast For Youth"
- Dirk Vandenberg – trąbka w "The Big Blast For Youth"

produkcja
- Jon St. James – inżynier dźwięku (8-10)
- Spot – inżynier dźwięku (1-7)
- Steve English – inżynier dźwięku (43-46)
- Tom Trapp – inżynier dźwięku (8-10)
- Greg Ginn – producent (1-7)
- Mike Patton – producent (8-10, 16-22)
- Ethan James – remix (16-22)